# Acetobacter
Acetobacter ist eine Bakteriengattung, die als Vertreter der Essigbakterien dadurch gekennzeichnet ist, Ethanol (Ethylalkohol) unter Lufteinfluss in Essigsäure (Ethansäure) umwandeln zu können. Die Gattung umfasst mehrere Arten. Auch andere Bakterien können unter verschiedenen Bedingungen Essigsäure bilden – in der Gattung Acetobacter besitzen alle Arten diese charakteristische Fähigkeit.

## Merkmale
Acetobacter-Arten sind gramnegativ und peritrich begeißelt. Acetobacter wird zusammen mit Gluconobacter, Komagataeibacter und anderen Arten zu den so genannten Essigsäurebakterien (Acetobacteraceae) gestellt. Ein Unterschied zwischen Acetobacter und Gluconobacter ist die Fähigkeit von Acetobacter, Ethanol vollständig zu Kohlendioxid zu oxidieren. Gluconobacter ist dazu nicht in der Lage, der Zitronensäurezyklus ist unvollständig.

## Bedeutung für den Menschen
Acetobacter (etwa Acetobacter aceti (Pasteur) Beijerinck) wandeln Ethanol um in Essigsäure und sind daher
- nützlich zur Essigherstellung;
- schädlich für Wein, weil sie neben Essigsäure auch Ethylacetat bilden, wodurch der Wein unschmackhaft wird (→ Weinfehler).

Das Wachstum von Acetobacter kann eingedämmt werden durch effektive sanitäre Anlagen, durch völligen Luftabschluss des Weins während der Lagerung und durch Verwenden geringer Mengen Schwefeldioxid im Wein als Konservierungsmittel.

## Nachweis
Acetobacter können im Labor leicht nachgewiesen werden durch das Wachsen von Kolonien auf einem Träger, der etwa 7 % Ethanol und ausreichend Calciumcarbonat zur Trübung enthält. Sobald die Acetobacter-Kolonien ausreichend Essigsäure aus dem Ethanol bilden, wird das Calciumcarbonat um die Kolonien gelöst und es entsteht dort ein deutlich klarer Bereich.

## Systematik
Die Gattung Acetobacter zählt zu der Familie Acetobacteraceae der Proteobakterien.
Einige Arten (Stand Oktober 2023):
- Acetobacter aceti (Pasteur 1864) Beijerinck 1898 (Typusart)
- Acetobacter farinalis Tanasupawat et al. 2011
- Acetobacter ghanensis Cleenwerck et al. 2007
- Acetobacter indonesiensis Lisdiyanti et al. 2001
- Acetobacter musti Ferrer et al. 2016
- Acetobacter oeni Silva et al. 2006
- Acetobacter pasteurianus (Hansen 1879) Beijerinck & Folpmers 1916 (inklusive Acetobacter peroxydans[3])

Einige Umstellungen:
- Acetobacter hansenii Gosselé et al. 1983 ⇒ Komagataeibacter europaeus (Sievers et al. 1992) Yamada et al. 2013[4],
- Acetobacter intermedius Boesch et al. 1998 ⇒ Komagataeibacter intermedius (Boesch et al. 1998) Yamada et al. 2013[4]
- Acetobacter liquefaciens (Asai 1935) Yamada & Tahara 1984 ⇒ Gluconacetobacter liquefaciens corrig. (Asai 1935) Yamada et al. 1998
- Acetobacter peroxydans Visser't Hooft 1925 ⇒ Acetobacter pasteurianus (Hansen 1879) Beijerinck & Folpmers 1916[3]